# سجن الدلفين الأسود
سجن الدلفين الأسود (الروسية: Чёрный дельфин) واسمه الرسمي المؤسسة الحكومية الاتحادية-المستعمرة الجنائية رقم 6 التابعة لدائرة السجون الفيدرالية لروسيا في منطقة أورينبورغ، هي منشأة إصلاحية تقع في سول-إيلتسك بأورنبرغ أوبلاست في روسيا، بالقرب من حدودها مع كازاخستان. يعد السجن أحد أقدم السجون في روسيا، وواحدًا من أوائل السجون في منطقة أورنبرغ التي تقبل السجناء المحكومين مدى الحياة. اكتسب السجن اسمه الشهير وغير الرسمي من تمثال لدولفين أسود منتصب أمام مدخله، حيث شيّد هذا التمثال من قبل السجناء أنفسهم.
يعتبر هذا السجن الأشد والأكثر رعبًا عن بقية السجون. ويدار هذا السجن المرعب بأنظمة حراسة مشددة، فهو مُخصّص ليستقبل أخطر المجرمين المتوحشين بمن فيهم القتلة السفاحون وآكلو لحوم البشر والإرهابيون، حيث يضم ما يقرب 700 سجينًا.
ولا يمكن لسجناء «الدلفين الأسود» الخروج أبداً منه، حيث قال أحد الجنود المكلفين بحماية السجن وهو برتبة عريف أن الطريقة الوحيدة للفرار من هذا السجن هي «الموت». ويضم السجن محكومين صدرت أحكام مؤبدة بحقهم، ويقبعون تحت مراقبة الكاميرات 24 ساعة في اليوم. وللوصول للزنزانة عليك اجتياز ثلاثة أبواب حديدية، فهي «زنزانة داخل زنزانة»، فيما يتشارك سجينان في زنزانة تبلغ مساحتها 4 أمتار مربعة، وخلال ذلك يجري الحراس جولة تفقدية كل 15 دقيقة. وعندما يغادر السجين زنزانته يُجبر على المشي منحنيًا حيث يعد هذا إجراءًا خاصًا في هذا السجن، وتُعصب أعين السجناء حينما يتم اصطحابهم إلى خارج مبنى السجن.
وتضمن هذه الإجراءات تجنيب السجناء الحصول على أي معرفة بتصميم السجن، أما تمارين الحركة للسجناء فتشمل المشي ذهابًا وإيابًا في زنزانة أخرى، حيث لا توجد ساحة عامة للسجن، وأثناء التمرين، يجري الحراس حملة تفتيش داخل الزنازين للتأكد من عدم وجود مواد مهربة. ويأكل السجناء داخل زنازينهم ويقدم لهم الحساء والخبز فقط. ويُذكر أنه لم يتمكن أحد من الفرار أبدًا من سجن الدلفين الأسود.
توفيت الممثلة الألمانية كارولا نيهر في هذا السجن سنة 1942.